# Kocski járás

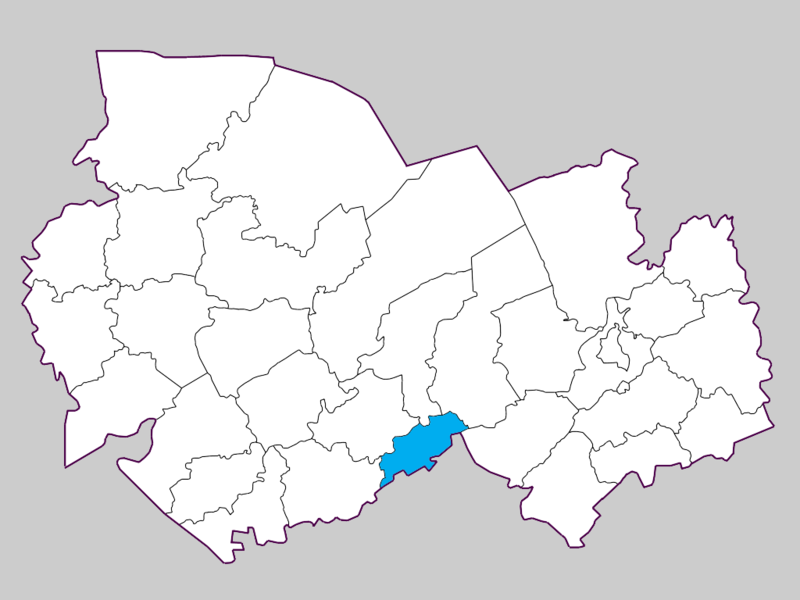
A Kocski járás a Novoszibirszki területen

A Kocski járás (oroszul Кочковский район) Oroszország egyik járása a Novoszibirszki területen. Székhelye Kocski.

## Népesség
- 1989-ben 16 745 lakosa volt.
- 2002-ben 16 301 lakosa volt, melynek 91,5%-a orosz, 3,4%-a német, 2,6%-a ukrán.
- 2010-ben 14 863 lakosa volt, melyből 13 924 orosz (94%), 426 német (2,9%), 121 ukrán (0,8%), 78 kazah (0,5%), 51 azeri (0,4%), 40 tadzsik (0,3%), 39 örmény (0,3%), 27 üzbég (0,2%), 17 fehérorosz, 13 csuvas, 13 kirgiz stb.